# Phrudocentra submaculata
Phrudocentra submaculata là một loài bướm đêm trong họ Geometridae.